# Де Марко, Никола
Нико́ла де Ма́рко (итал. Nicola de Marco; род. 28 августа 1990, Порденоне, Италия) — итальянский автогонщик.

## Карьера

### Formula Azzurra
После шести лет в картинге, де Марко принял участие в Formula Azzurra за команду Durango в 2006 и показал там очень хорошие результаты. Никола выиграл три гонки и закончил сезон вслед за Джузеппе Термине и другим гонщиком ФИА Формулы-2 Мирко Бортоллотти.
Также он принял участие в Формуле-Рено 2.0 Италия Зимняя серия, завершив сезон на девятом месте.

### Формула-3
После года выступлений во младших сериях, де Марко перешёл в Итальянскую Формулу-3 за команду «Lucidi Motors», заработав в сезоне 2007 шесть подиумов и поул-позицию на трассе Валлелунга. Это принесло ему шестое место, но его превзошёл его напарник Паоло Ночера, который стал чемпионом.
Выбор Испанской Формулы-3 в 2008 дал надежду увидеть прогресс и набраться опыта. Участвуя за команду RP Motorsport, де Марко одержал победу на трассе Спа-Франкоршам, and Albacete и закончил чемпионат на четвёртом месте, проиграв бронзовой призёрше Наташе Гашнан всего одно очко.

### Формула-2
Никола решил принять участие в возрождённой серии ФИА Формула-2 в 2009. Он будет ездить на болиде под номером 10.

## Результаты выступлений

### Гоночная карьера
| Сезон | Серия                            | Команда           | Гонки | Поулы | Победы | Очки | Место |
| ----- | -------------------------------- | ----------------- | ----- | ----- | ------ | ---- | ----- |
| 2006  | Формула-Адзурра                  | Durango           | 14    | 3     | 3      | 57   | 3     |
| 2006  | Формула-Рено Италия Зимняя серия | Durango           | 4     | 0     | 0      | 50   | 9     |
| 2007  | Итальянская Формула-3            | Lucidi Motors     | 16    | 1     | 0      | 67   | 6     |
| 2008  | Испанская Формула-3              | RP Motorsport     | 17    | 0     | 2      | 75   | 4     |
| 2008  | Гран-при Макао                   | RC Motorsport     | 1     | 0     | 0      | Н/Д  | 19    |
| 2009  | ФИА Формула-2                    | MotorSport Vision | 12    | 1     | 0      | 10   | 12    |

### Результаты выступлений в Формуле-2
| Легенда к таблице |                                                                    |
| --- | ------------------------------------------------------------------ |
| В таблице перечислены результаты всех гонок, в которых принимал участие гонщик. Строками таблицы являются сезоны, столбцами — этапы соревнований. В каждой клетке указаны сокращённое название этапа и результат, дополнительно обозначенный цветом. Расшифровка обозначений и цветов представлена в нижеследующей таблице. |                                                                    |
| \| Пример \| Описание \| \| ------------ \| ------------------------------------------------------------------ \| \| 1 \| Победитель \| \| 2 \| Второе место \| \| 3 \| Третье место \| \| 5 \| Финишировал, заработав очки \| \| Сход \| Не финишировал, но при этом заработал очки \| \| 12 \| Финишировал, не получив очков \| \| НКЛ \| Финишировал, но не попал в финальную классификацию \| \| 15 \| Участвовал вне зачёта, либо по отдельной классификации \| \| 18 \| Не финишировал, но попал в финальную классификацию \| \| Сход \| Не финишировал \| \| НКВ \| Не прошёл квалификацию \| \| НПКВ \| Не прошёл предквалификацию \| \| ДСК \| Дисквалифицирован \| \| ИСК \| Исключён из протокола соревнований \| \| ТТ \| Заявлен для участия только в тренировках \| \| НС \| Участвовал в квалификации, но не стартовал в гонке \| \| Т \| Травмирован или болен \| \| ОТК \| Отказ от участия \| \| НТР \| Прибыл на соревнования, но на трассу не выезжал \| \| НПР \| Был заявлен в числе участников, но не прибыл к началу соревнований \| \| О \| Соревнования отменены \| \| \| Не участвовал \| \| Поул-позиция \| \| \| Быстрый круг \| \| |                                                                    |
| Пример | Описание                                                           |
| 1 | Победитель                                                         |
| 2 | Второе место                                                       |
| 3 | Третье место                                                       |
| 5 | Финишировал, заработав очки                                        |
| Сход | Не финишировал, но при этом заработал очки                         |
| 12 | Финишировал, не получив очков                                      |
| НКЛ | Финишировал, но не попал в финальную классификацию                 |
| 15 | Участвовал вне зачёта, либо по отдельной классификации             |
| 18 | Не финишировал, но попал в финальную классификацию                 |
| Сход | Не финишировал                                                     |
| НКВ | Не прошёл квалификацию                                             |
| НПКВ | Не прошёл предквалификацию                                         |
| ДСК | Дисквалифицирован                                                  |
| ИСК | Исключён из протокола соревнований                                 |
| ТТ | Заявлен для участия только в тренировках                           |
| НС | Участвовал в квалификации, но не стартовал в гонке                 |
| Т | Травмирован или болен                                              |
| ОТК | Отказ от участия                                                   |
| НТР | Прибыл на соревнования, но на трассу не выезжал                    |
| НПР | Был заявлен в числе участников, но не прибыл к началу соревнований |
| О | Соревнования отменены                                              |
| | Не участвовал                                                      |
| Поул-позиция |                                                                    |
| Быстрый круг |                                                                    |

| Год  | №  | 1       | 2       | 3        | 4       | 5        | 6        | 7       | 8          | 9          | 10         | 11    | 12    | 13    | 14    | 15    | 16    | Место | Очки |
| ---- | -- | ------- | ------- | -------- | ------- | -------- | -------- | ------- | ---------- | ---------- | ---------- | ----- | ----- | ----- | ----- | ----- | ----- | ----- | ---- |
| 2009 | 10 | ВАЛ 1 9 | ВАЛ 2 5 | БРН 1 12 | БРН 2 3 | СПА 1 13 | СПА 2 11 | БРХ 1 9 | БРХ 2 Сход | ДОН 1 Сход | ДОН 2 Сход | ОШЕ 1 | ОШЕ 2 | ИМО 1 | ИМО 2 | КАТ 1 | КАТ 2 | 12    | 10   |